# Zombeer
Zombeer est un jeu vidéo de tir à la première personne développé et édité par Moonbite Games, sorti en 2014 sur PlayStation 3, sur Windows en 2015, et sur PlayStation 4 et Wii U en 2017.

## Accueil
Le jeu a été extrêmement mal reçu par la majorité de la presse spécialisée.
- Canard PC : 0/10[1]
- IGN Italia : 3,7/10[2]
- Jeuxvideo.com : 12/20[3]